# Марксменська гвинтівка

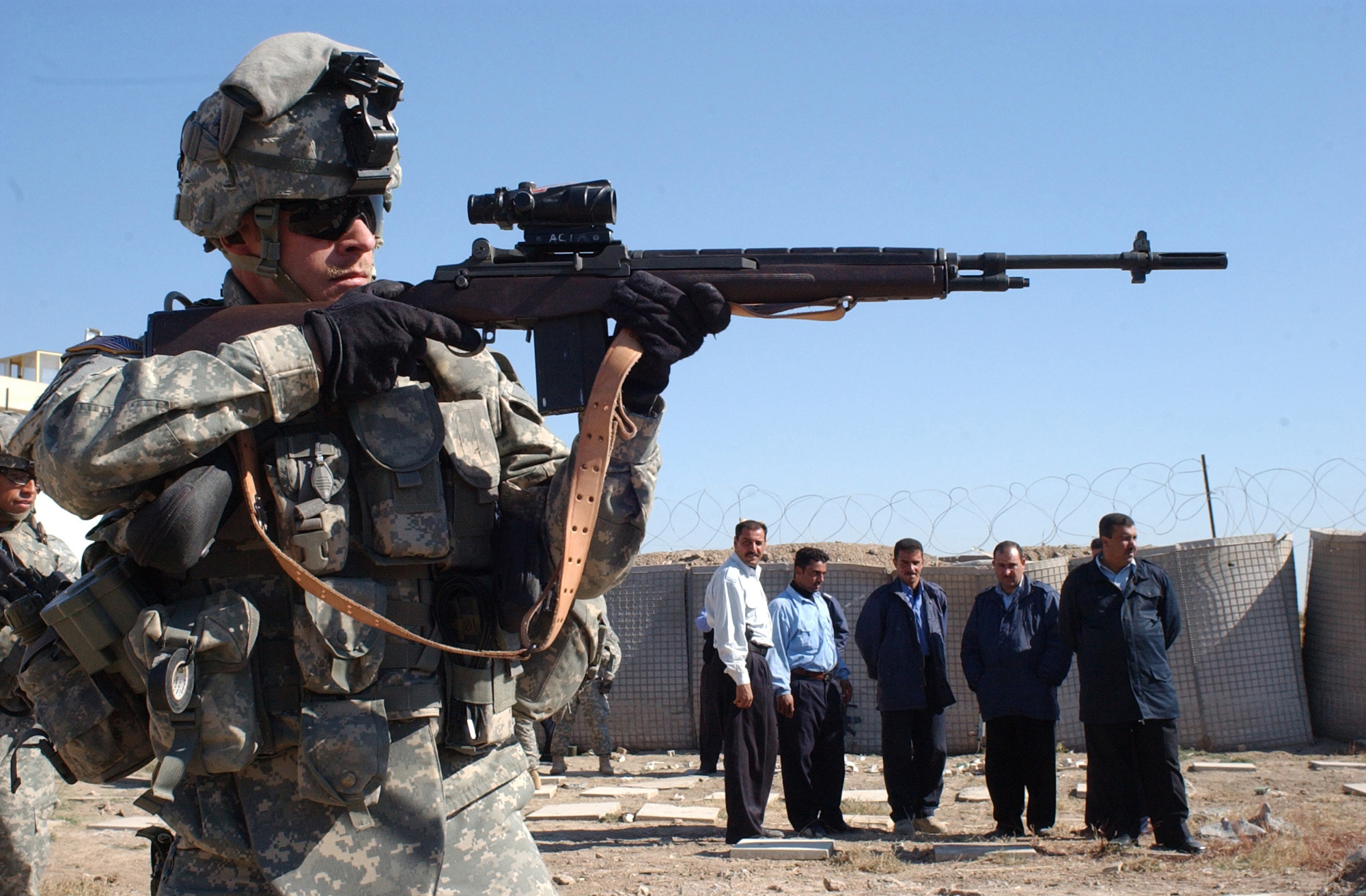
Американський марксмен з M21 в Іраку.

Марксменська гвинтівка (МГ) (англ. Designated Marksman Rifle, DMR) — зброя піхотного снайпера (в англомовному світі "марксмена"), що займає проміжне положення між автоматичним карабіном і снайперською гвинтівкою з набоями збільшеної потужності.
Призначена для вирішення завдань вогневої підтримки підрозділу у наступі на малих і середніх дистанціях. У Росії в системі стрілецького озброєння це місце займає гвинтівка СВД.
Інша назва, поширена в основному в європейських країнах НАТО «тактична зброя підтримки».
Ці гвинтівки більш ефективні, порівняно з автоматами, з причини більш високої точності, купчастості та імовірності ураження типової цілі в одиницю часу, на відстанях, що перевищують дальність ефективної стрільби автомата (400-600 метрів), але завдяки малій вазі (4-5 кг) на відміну від важких великокаліберних снайперських гвинтівок (8-12 кг) під набої .338Lapua і 12.7х99Browning/12,7х108ДШК, призначених для стрільби з обладнаних вогневих позицій на великі дальності (800 м і далі) дозволяють швидко міняти вогневу позицію, якщо необхідно, вести вогонь з рук, з нестійких положень, з ходу, підтримуючи вогнем свій підрозділ.
Зазвичай оснащується сошками і оптичним прицілом малої кратності (4-6х). На відміну від гвинтівок для контрснайперської боротьби поздовжньо ковзним, поворотним, затвором марксменські гвинтівки, зазвичай, самозарядні і мають велику місткість магазина — 10, 20 або 30 набоїв, залежно від типу гвинтівки.
Деякі з таких гвинтівок мають режим автоматичної стрільби, призначений для ближнього бою (самооборони снайпера). Для ураження цілей на великих відстанях він не може бути використаний через малу місткість магазина і низьку купчастість при стрільбі чергами, обумовлену малою масою зброї.

## Порівняння зі снайперськими і штурмовими гвинтівками

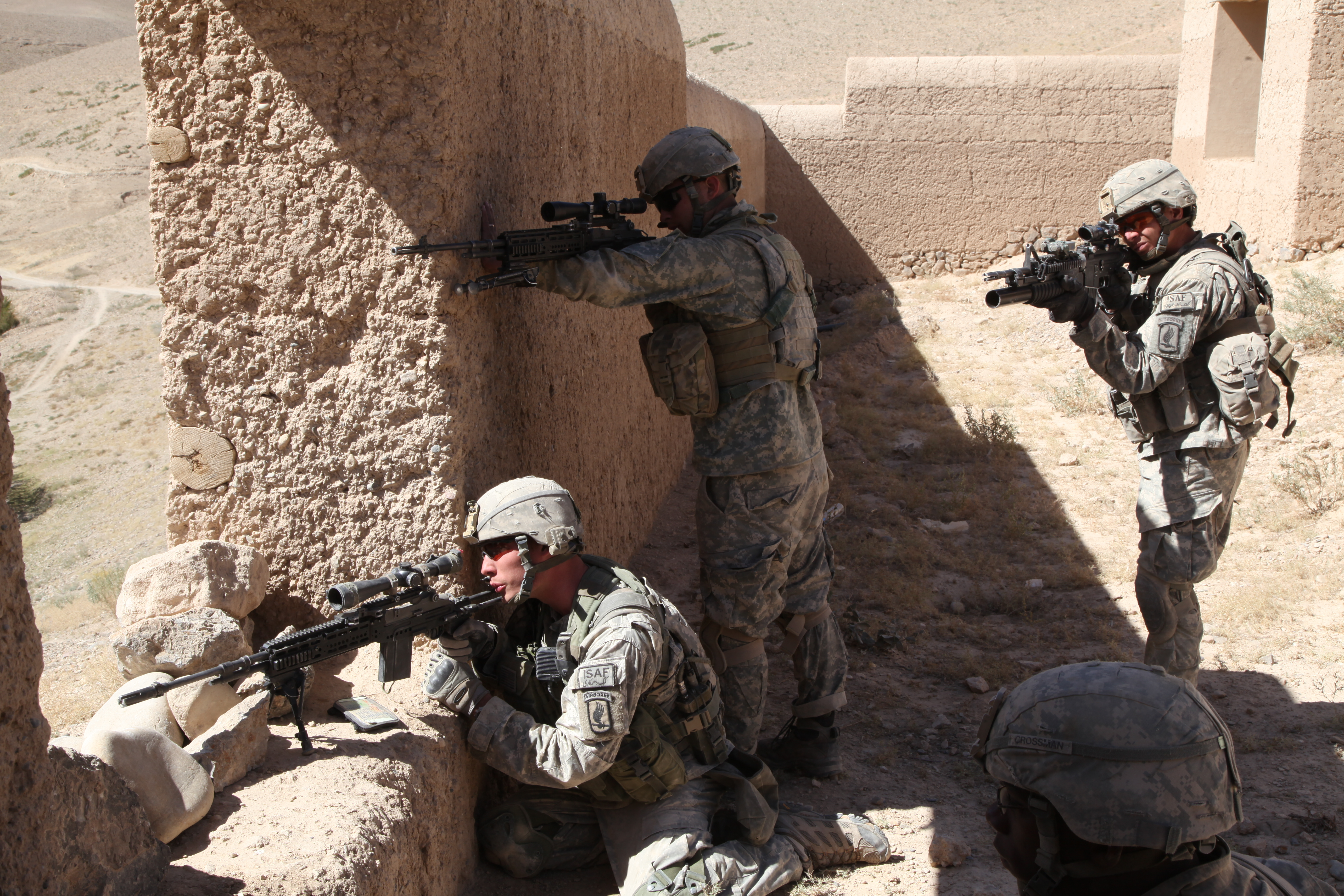
Марксмени 503-го піхотного полку 173-ї повітрянодесантної бригади з Mk 14 (зліва і в центрі) в афганській провінції Вардак. Вересень 2010-го року.

Будова більшості марксменських гвинтівок базується на конструкції штурмових гвинтівок, які використовуються військовими. Зазвичай це напівавтоматичні або повністю автоматичні гвинтівки, які стріляють набоями 7,62×51 мм НАТО чи аналогічними за потужністю боєприпасами. Приклади гвинтівок марксмена: 
- M14
- FN FAL
- AR-10
- Heckler & Koch G3

Ці гвинтівки були значною мірою замінені автоматами калібру 5,56×45 мм НАТО в 1970-х і 1980-х роках. Деякі країни вели розробку марксменських гвинтівок з нуля.

### Приціли
Марксменські гвинтівки мають оптичні приціли з більшим збільшенням, ніж у стандартних автоматів. Наприклад, SDM-R, яку використовують в армії США, оснащена Trijicon ACOG з чотирикратним збільшенням, в той час як на карабін М4 встановлюють приціл Aimpoint CompM2 або Aimpoint CompM4. Іноді приціл є єдиною відмінністю від стандартної гвинтівки, як видно на прикладі австралійської F88S DMR. Снайперські гвинтівки часто мають ще більше збільшення, наприклад, M110 SASS, що перебуває на озброєнні американської армії, оснащують прицілом Leupold з 3,5—10-кратним збільшенням. Однак деякі марксменські гвинтівки, такі як Mk 12 Special Purpose Rifle або SAM-R, оснащені прицілами з однаковим збільшенням.

### Ствол
У деяких випадках марксменська гвинтівка має довший ствол, ніж у стандартної штурмової гвинтівки. Ствол гвинтівки Mk 12 Special Purpose Rifle, яку використовують як марксменську, навіть на два дюйми (5,08 см) коротше ствола стандартної гвинтівки М16. Інші гвинтівки, такі як F88S Austeyr, мають ствол такої ж довжини, як і у стандартної гвинтівки-основи.
Більшість снайперських гвинтівок, таких як Arctic Warfare, мають довжину ствола 24 дюйма (60,96 см) та більше. Тільки у СВД і аналогічних марксменських гвинтівок є ствол аналогічної довжини. Марксменські гвинтівки на основі М14 мають довжину ствола 18—22 дюйма (45,72—55,88 см).

### Набої
У більшості випадків, марксменські гвинтівки використовують стандартні гвинтівкові набої. В американських марксменських гвинтівках калібру 5,56 мм використані спеціальні набої типу Mk 262 Mod 0/1, які збільшують діапазон приблизно до 700 метрів. В армії США і РФ марксмени (піхотні снайпери) можуть отримувати також спеціальні снайперські варіанти гвинтівкового набою 7,62×51 мм НАТО/7,62×54 мм R, які відрізняються підвищеною купчастістю порівняно з валовими.

## Приклади

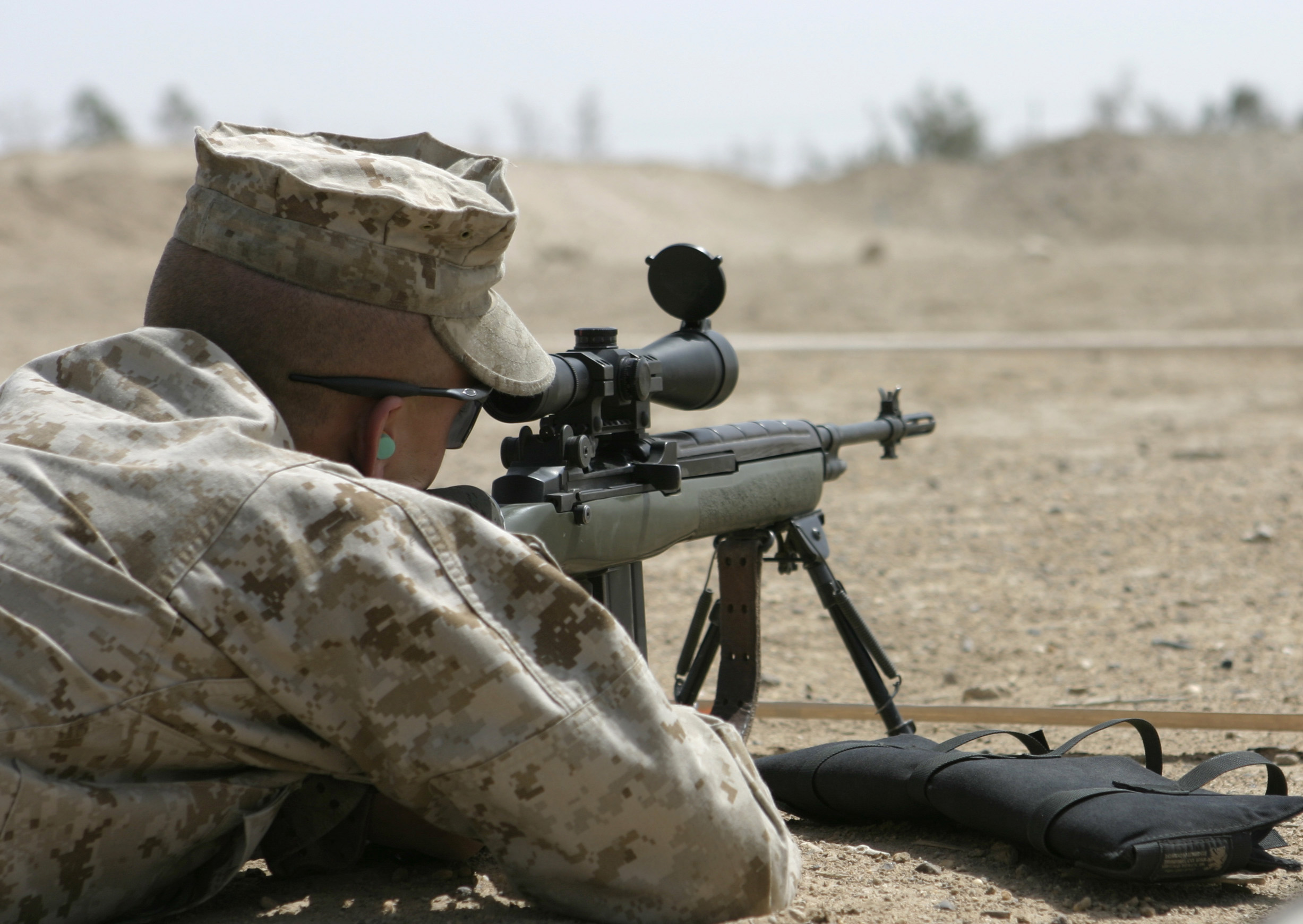
Морські піхотинці з M14 DMR

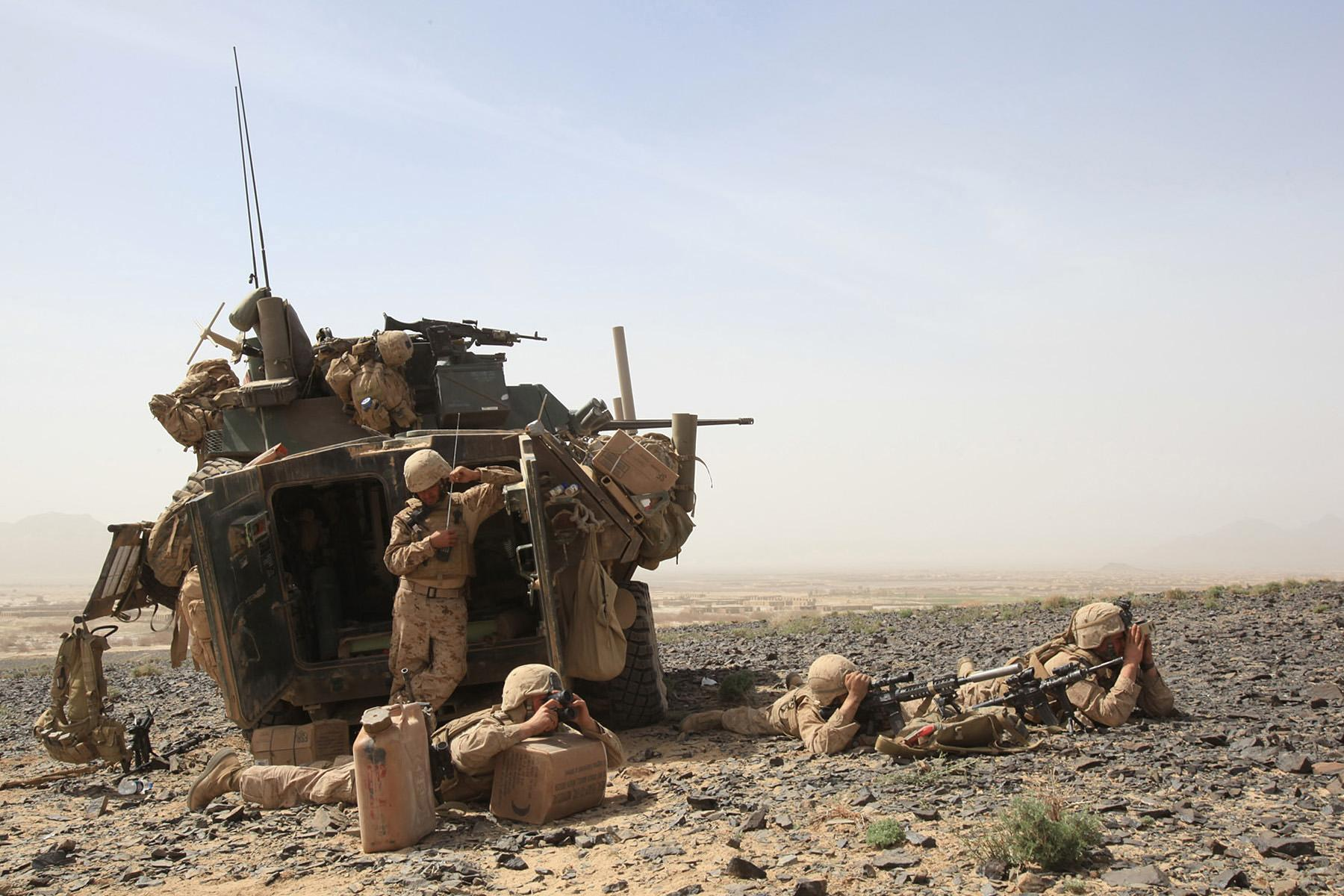
Морські піхотинці США з Mk 12 Mod 1 Special Purpose Rifle

- Австралія:
  - F88S Austeyr — калібром 5,56×45 мм і розширеним оптичним прицілом. Видається одному стрільцю на відділення[1].
  - На основі AR-15:
    - SR-25 — під набій 7,62×51 мм НАТО;[2][3]
    - HK417 — снайперський варіант штурмової гвинтівки HK417 під набій 7,62 мм[4]. Використовувалася замість F88S в Афганістані.

  - Mk 14 EBR — в обмеженому використанні[5].
- Австрія: Steyr AUG HBAR-T (5,56×45 мм) — версія Steyr AUG з більш довгим і важким стволом і 6-кратним прицілом.
- Велика Британія:
  - L129A1 (7,62×51 мм) має ствол SR-25 і приціли ACOG з 6-кратним збільшенням, була розроблена компанією Lewis Machine and Tool Company для дій в Афганістані;
  - L86A2 LSW (5,56×45 мм).
- Німеччина:
  - G3A3ZF-DMR (7,62×51 мм) — являє собою модифіковану версію HK G3;
  - HK417 (7,62×51 мм).[6][7][8]

- Ізраїль:

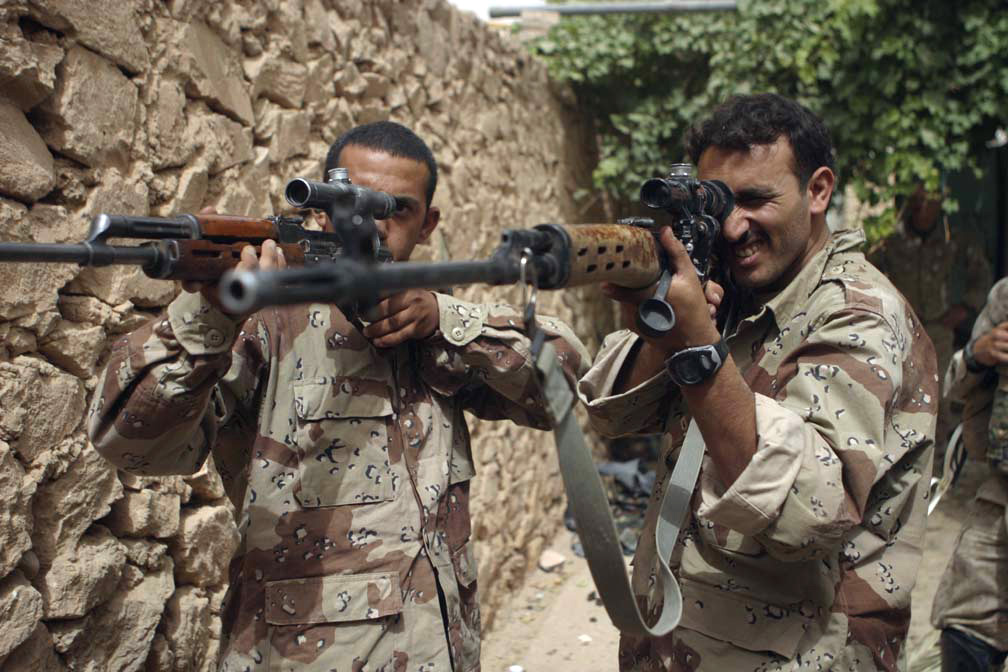
PSL (ліворуч) і СВД (праворуч) іракської армії

  - M4A1 (5,56×45 мм) використовується як гвинтівка марксмена, оснащується додатково сошками Harris і оптичним прицілом Trijicon ACOG.
  - STAR-21 Tavor — варіант штурмової гвинтівки TAR-21.[9]
  - Galatz (7,62×51 мм) — використовувалася раніше Армією Оборони Ізраїлю як марксменська гвинтівка. Galatz є варіантом штурмової гвинтівки Галіл.
- Індія:
  - СВД (7,62×54 мм R);
  - Різні варіанти гвинтівок сімейства INSAS адаптованих під завдання марксменської гвинтівки;
  - IMI Tavor TAR-21 и IMI Galil — використовуються індійським спецназом як марксменські гвинтівки.
- Ірак: Табук (7,62×39 мм) — на базі югославського автомата Застава М70.
- Канада: канадські війська поступово виводять з озброєння гвинтівки C7CT і C8CT, створені відповідно на гвинтівках C7 і C8[10].
- КНР: QBU-88 (5,8×42 мм) — напівавтоматична гвинтівка для ведення вогню на дистанції, що перевищують прицільну дальність стандартного автомата.
- Норвегія: HK417 (7,62×51 мм).[11]
- Португалія: HK G3 (7,62×51 мм).
- Росія:
  - СВД (7,62×54 мм R) — снайперська гвинтівка Драгунова стала першою в історії марксменською гвинтівкою сучасного типу;
  - СВДС (7,62×54 мм R) — складаний варіант СВД для повітряно-десантних військ;
  - СВУ (7,62×54 мм R) — вкорочений варіант СВД з системою булпап.
- Румунія: PSL (7,62×54 мм R) — гвинтівка на базі ручного кулемета Калашникова, зовні схожий з СВД, хоча гвинтівки мають між собою мало спільного.
- Сербія: Застава М91 (7,62×54 мм R) — гвинтівка на основі автомата Калашникова.

- США:
  - FN SCAR SSR Mk.20 Mod.0 — напівавтоматична снайперська гвинтівка, в 2010 році прийнята на озброєння сил Командування Спеціальних Операцій США (US SOCOM).
  - Марксменські гвинтівки на базі M14:
    - Mk 14 Enhanced Battle Rifle (7,62×51 мм) — використовується армією і SEAL;
    - M14SE Crazy Horse (7,62×51 мм) — використовується у 101-й повітряно-десантній дивізії і 2-й піхотній дивізії армії США;[12]
    - M39 Enhanced Marksman Rifle (7,62×51 мм) — використовується Корпусом Морської Піхоти США, замінив собою United States Marine Corps Designated Marksman Rifle[13]. З 2012 року заміняється на M110 SASS;[14]
    - M21 — снайперська гвинтівка, розроблена в 1960-ті роки на основі «цільової» гвинтівки M14 National Match

  - Марксменські гвинтівки на базі M16 і AR-10:
    - SDM-R (5,56×45 мм) — використовується армією в обмеженій кількості;
    - SAM-R (5,56×45 мм) — використовується морською піхотою, замінивши собою Mk 12 Special Purpose Rifle;
    - Mk 12 Special Purpose Rifle (5,56×45 мм) — використовується SEAL і рейнджерами;
    - HK416A5 з довжиною ствола 505 мм;
    - SR-25 (7,62×51 мм) — використовується морською піхотою, SEAL і армією;
    - Colt Model 655 and 656 — попередник марксменських гвинтівок на основі М16;
    - M110 SASS (7,62×51 мм) — використовується армією і КМП.
    - R11 RSASS (7,62×51 мм)
- Україна: Зброяр Z-10 (7,62×51 мм)[15]
- Фінляндія: Valmet M-78/83S (7,62×51 мм) — марксменська гвинтівка на основі Valmet M-78
- Філіппіни: Marine Scout Sniper Rifle — марксменська гвинтівка похідна від М16.
- Франція: FAMAS G2 Sniper (5,56×45 мм).
- Чилі: FD-200 (7,62×51 мм) — є варіантом SIG 542.
- Югославія: Застава М76 (7,92×57 мм) — гвинтівка на базі автомата Калашникова.
- Японія: Type 64 (7,62×51 мм).